# Pipazetate
Pipazetate (INN) (tên thương hiệu Dipect, Lenopect, Selvigon, Theratuss, Toraxan) hoặc pipazethate (USAN), là thuốc giảm ho của nhóm phenothiazine.